# Артік
Арті́к (вірм. Արթիկ) — місто на північному заході Вірменії, розташоване у марзі (області) Ширак за 105 км на північний захід від столиці. Через місто проходить залізниця з Мараліку до Гюмрі, по якій щоденно, двічі на добу курсують в обидва напрямки приміські електропоїзди Гюмрі — Пемзашен, а також жвавий вантажний рух.
Околиці міста багаті родовищами будівельних матеріалів (рожевого туфу, пемзи, базальту). Артікське родовище туфу — найбільше на території колишнього СРСР.